# Ariano nel Polesine
Ariano nel Polesine es un municipio en la región de Véneto, provincia de Rovigo, con cerca de 4883 habitantes. Se extiende sobre una superficie de 80 kilómetros², con una densidad de población de 61 habitantes / km ². Limita con Berra, Corbola, Goro, Mesola, Papozze, Porto Tolle y Taglio di Po.

## Etimología
El nombre deriva de una antigua colonia etrusca llamada Adria (o Hadria), ciudad marítima que dio su nombre también a las lagunas y al mismo mar.

## Historia
La población estuvo encuadrada en la regio X, una de las regiones en las que el emperador romano Augusto dividió la parte italiana del Imperio en torno al año 7.

## Lugares de interés
En la población destacan el Palacio Municipal que sirve como sede del municipio, una estatua en homenaje a los soldados de la I Guerra Mundial y varias iglesias como la de San Basilio.

## Evolución demográfica
| Gráfica de evolución demográfica de Ariano nel Polesine entre 1861 y 2001 |
|                                                                           |
| Fuente ISTAT - elaboración gráfica de Wikipedia                           |